# Гальвакс, Вильгельм
Вильгельм Гальвакс (9 июля 1859, Дармштадт — 20 июня 1922, Дрезден) — германский физик-экспериментатор.
Родился в семье чиновника министерства внутренних дел Гессена. В 1878 году поступил в Страсбургский университет изучать физику. В 1883 году окончил этот университет (год проучившись в Берлине), получив степень доктора. Позже преподавал сначала в Страсбургском (1883), затем в Вюрцбургском (1884—1886) и Лейпцигском (1886—1888) университетах; габилитировался в Лейпциге, после чего вернулся преподавать в Страсбург. В 1893 году получил должность профессора в Высшем техническом училище в Дрездене, где преподавал сначала электротехнику, а в 1900 году возглавил кафедру физики. В 1921 году стал ректором этого учебного заведения и исполнял эти обязанности до конца жизни.
Основной сферой научных интересов Гальвакса были исследования фотоэлектрического эффекта, электромагнетизма и оптики. В 1888 году он повторно открыл фотоэлектрический эффект, экспериментальным путём доказав потерю отрицательного заряда металлом при облучении его коротковолновым ультрафиолетовым излучением. Открыл также явление фотоэлектрического утомления, создал несколько электроизмерительных приборов, в том числе квадрант-электрометр и цветной рефрактометр.